# WNBA Most Valuable Player Award
WNBA Most Valuable Player Award (Nagroda MVP WNBA) – coroczna nagroda dla najwartościowszej zawodniczki sezonu w lidze WNBA. Przyznawana od roku 1997. Jest najważniejszą nagrodą indywidualną w WNBA. 
Sheryl Swoopes, Lisa Leslie i Lauren Jackson zdobywały nagrodę MVP po trzy razy.
| Sezon | Zwycięzca         | Narodowość        | Drużyna             |
| ----- | ----------------- | ----------------- | ------------------- |
| 1997  | Cynthia Cooper    | Stany Zjednoczone | Houston Comets      |
| 1998  | Cynthia Cooper    | Stany Zjednoczone | Houston Comets      |
| 1999  | Yolanda Griffith  | Stany Zjednoczone | Sacramento Monarchs |
| 2000  | Sheryl Swoopes    | Stany Zjednoczone | Houston Comets      |
| 2001  | Lisa Leslie       | Stany Zjednoczone | Los Angeles Sparks  |
| 2002  | Sheryl Swoopes    | Stany Zjednoczone | Houston Comets      |
| 2003  | Lauren Jackson    | Australia         | Seattle Storm       |
| 2004  | Lisa Leslie       | Stany Zjednoczone | Los Angeles Sparks  |
| 2005  | Sheryl Swoopes    | Stany Zjednoczone | Houston Comets      |
| 2006  | Lisa Leslie       | Stany Zjednoczone | Los Angeles Sparks  |
| 2007  | Lauren Jackson    | Australia         | Seattle Storm       |
| 2008  | Candace Parker    | Stany Zjednoczone | Los Angeles Sparks  |
| 2009  | Diana Taurasi     | Stany Zjednoczone | Phoenix Mercury     |
| 2010  | Lauren Jackson    | Australia         | Seattle Storm       |
| 2011  | Tamika Catchings  | Stany Zjednoczone | Indiana Fever       |
| 2012  | Tina Charles      | Stany Zjednoczone | Connecticut Sun     |
| 2013  | Candace Parker    | Stany Zjednoczone | Los Angeles Sparks  |
| 2014  | Maya Moore        | Stany Zjednoczone | Minnesota Lynx      |
| 2015  | Elena Delle Donne | Stany Zjednoczone | Chicago Sky         |
| 2016  | Nneka Ogwumike    | Stany Zjednoczone | Los Angeles Sparks  |
| 2017  | Sylvia Fowles     | Stany Zjednoczone | Minnesota Lynx      |
| 2018  | Breanna Stewart   | Stany Zjednoczone | Seattle Storm       |
| 2019  | Elena Delle Donne | Stany Zjednoczone | Washington Mystics  |
| 2020  | A’ja Wilson       | Stany Zjednoczone | Las Vegas Aces      |
| 2021  | Jonquel Jones     | /                 | Connecticut Sun     |
| 2022  | A’ja Wilson       | Stany Zjednoczone | Las Vegas Aces      |
| 2023  | Breanna Stewart   | Stany Zjednoczone | New York Liberty    |
| 2024  | A’ja Wilson       | Stany Zjednoczone | Las Vegas Aces      |